# Епархия Алеппо (халдеокатолическая)
Епархия Алеппо (лат. Eparchia Aleppensis Chaldaeorum) — епархия Халдейской католической церкви с центром в городе Алеппо, Сирия. Епархия Алеппо подчиняется Патриархату Вавилона Халдейского и распространяет свою юрисдикцию на всю территорию Сирии. Кафедральным собором алеппской епархии является церковь Святого Иосифа в городе Алеппо.

## История
Община халдейских христиан в Алеппо присутствовала ещё в начале шестнадцатого века. В 1723 году, халдейский патриарх Иосиф III получил фирман от османского правительства, который признал его юрисдикцию над халдейскими христианами города. 
Количество халдейских христиан, однако, всегда оставалось небольшим; в начале XX века община насчитывала только 250 человек. Тем не менее, в 1901 году Римский папа Лев XIII санкционировал создание патриаршего викариатства в прямой зависимости от патриарха.
3 июля 1957 года Римский папа Пий XII издал буллу «Quasi pastor», которой учредил отдельную епархию Алеппо для католиков халдейского обряда.

## Ординарии епархии
- епископ Павел Хейхо (28.06.1957 — 13.12.1958), назначен патриархом Вавилона;
- епископ Stéphane Bello, O.A.O.C. (23.10.1959 — 26.11.1989);
- епископ Antoine Audo, S.J. (18.01.1992 — по настоящее время).

## Источник
- Annuario Pontificio, Libreria Editrice Vaticana, Città del Vaticano, 2003, ISBN 88-209-7422-3
- Булла Quasi pastor, AAS 50 (1958), стр. 249 (лат.)
- C. Karalevsky, v. Alep, in Dictionnaire d'Histoire et de Géographie ecclésiastiques, vol. XII, Parigi 1953, coll. 112-113 (фр.)